# Romuald Kamiński
Romuald Kamiński (Janówka, 7 febbraio 1955) è un vescovo cattolico polacco, dall'8 dicembre 2017 vescovo di Varsavia-Praga.

## Biografia
Romuald Kamiński è nato a Janówka, un villaggio nel comune di Augustów, il 7 febbraio 1955. Il suo villaggio natale allora apparteneva alla diocesi di Łomża e nel 1992 è entrato a far parte della diocesi di Ełk.

### Formazione e ministero sacerdotale
Dal 1975 al 1981 ha studiato presso il seminario metropolitano maggiore di Varsavia e nel 1981 anche presso lo Studio accademico di teologia cattolica della stessa città. Ha conseguito la laurea in teologia con specializzazione in patrologia.
Il 7 giugno 1981 è stato ordinato presbitero per l'arcidiocesi di Varsavia da monsignor Jerzy Modzelewski, vescovo ausiliare di Varsavia. In seguito è stato vicario parrocchiale della parrocchia della Beata Vergine Maria Regina della Polonia a Varsavia  e segretario particolare dell'arcivescovo di Varsavia, amministratore della residenza dell'arcivescovo e referendario della segreteria del primate della Polonia Józef Glemp dal 1983 al 1992. Nel 1992 si è incardinato nella nuova diocesi di Varsavia-Praga. Ha prestato servizio come cancelliere vescovile e membro del collegio dei consultori e del consiglio presbiterale. Nel 1998 è stato insignito del titolo di cappellano di Sua Santità.

### Ministero episcopale
L'8 giugno 2005 papa Benedetto XVI lo ha nominato vescovo ausiliare di Ełk e titolare di Agunto. Ha ricevuto l'ordinazione episcopale il 23 giugno successivo nella cattedrale di Sant'Adalberto a Ełk dall'arcivescovo Józef Kowalczyk, nunzio apostolico in Polonia, co-consacranti il vescovo emerito di Varsavia-Praga Kazimierz Romaniuk e il vescovo di Ełk Jerzy Mazur. Come motto ha scelto l'espressione "Sub Tuum praesidium".
Il 14 settembre 2017 papa Francesco lo ha nominato vescovo coadiutore di Varsavia-Praga.
 Il 19 settembre dello stesse mese è entrato in diocesi. L'8 dicembre 2017 è succeduto alla medesima sede. 
 Il 20 gennaio successivo ha avuto luogo l'ingresso solenne nella cattedrale di San Michele Arcangelo e San Floriano a Praga.
In seno alla Conferenza episcopale polacca è presidente dell'équipe per la pastorale degli operatori sanitari dal 2017, presidente dell'équipe per i contatti con la Conferenza episcopale lituana, membro del consiglio per la famiglia, membro del consiglio per il dialogo religioso dal 2016, membro della commissione per gli istituti di vita consacrata e le società di vita apostolica, membro dell'équipe per i contatti con i rappresentanti della Chiesa greco-cattolica in Ucraina  e delegato per la pastorale dei Vigili del Fuoco dal 2021.
Nel 2019 è stato insignito della medaglia della commissione nazionale per l'educazione.
Nel 2016 il Consiglio congiunto dei cattolici e dei musulmani gli ha conferito il titolo di "Uomo di dialogo".

## Genealogia episcopale
La genealogia episcopale è:
- Cardinale Scipione Rebiba
- Cardinale Giulio Antonio Santori
- Cardinale Girolamo Bernerio, O.P.
- Arcivescovo Galeazzo Sanvitale
- Cardinale Ludovico Ludovisi
- Cardinale Luigi Caetani
- Cardinale Ulderico Carpegna
- Cardinale Paluzzo Paluzzi Altieri degli Albertoni
- Papa Benedetto XIII
- Papa Benedetto XIV
- Papa Clemente XIII
- Cardinale Enrico Benedetto Stuart
- Papa Leone XII
- Cardinale Chiarissimo Falconieri Mellini
- Cardinale Camillo Di Pietro
- Cardinale Mieczysław Halka Ledóchowski
- Cardinale Jan Maurycy Paweł Puzyna de Kosielsko
- Arcivescovo Józef Bilczewski
- Arcivescovo Bolesław Twardowski
- Arcivescovo Eugeniusz Baziak
- Papa Giovanni Paolo II
- Arcivescovo Józef Kowalczyk
- Vescovo Romuald Kamiński